# Tutti i fuochi il fuoco
Tutti i fuochi il fuoco è una raccolta di otto racconti di Julio Cortázar pubblicata originariamente nel 1966.

## Racconti
- L'autostrada del sud ("La autopista del sur")
- La salute degli infermi ("La salud de los enfermos")
- Riunione ("Reunión")
- La signorina Cora ("La Señorita Cora")
- L'isola a mezzogiorno ("La isla a mediodía")
- Istruzioni per John Howell ("Instrucciones para John Howell")
- Tutti i fuochi il fuoco ("Todos los fuegos el fuego")
- L'altro cielo ("El otro cielo")

## Edizioni
- Julio Cortázar, Tutti i fuochi il fuoco, traduzione di Ernesto Franco e Flaviarosa Nicoletti, Einaudi, 2005, ISBN 88-06-17430-4.